# Rhabdastrella rowi
Rhabdastrella rowi är en svampdjursart som först beskrevs av Arthur Dendy 1916.  Rhabdastrella rowi ingår i släktet Rhabdastrella och familjen Ancorinidae.
Artens utbredningsområde är Seychellerna. Inga underarter finns listade i Catalogue of Life.